# Hiatoniscus
Hiatoniscus is een geslacht van pissebedden uit de familie van de Oniscidae.

## Soorten
- Hiatoniscus contractus Barnard, 1932
- Hiatoniscus griseus Barnard, 1932